# Dub u hudební školy

Dub u hudební školy je památný strom – dub letní ( Quercus robur), který roste v Bečově nad Teplou v okrese Karlovy Vary v Karlovarském kraji, u křižovatky ulic Školní a Dlouhá. Okolo stromu vede panoramatická Stezka (červeně značená). Jedná se o tvarově krásný dub s rozložitou, hustou a paprsčitou korunou deštníkovitého tvaru. Ve spodní části kmene má větší množství nápadných jizev po odstraněných větvích. Solitérní strom má měřený obvod 340 cm, výšku 23 m (měření 2010).
Za památný strom byl vyhlášen v roce 1986 jako esteticky zajímavý strom a jako krajinná dominata.

## Stromy v okolí
- Chodovský buk
- Buky nad Bečovem
- Lípy u fary v Bečově